# Anette Granlund
Anette Maria Granlund, under en period Anette Granlund Larsson, född 3 juli 1953 i Kungsholms församling i Stockholm, är en svensk antikexpert inom mattor, textilier, islamiskt och asiatiskt konsthantverk.
Granlund, vars mor Lis Granlund (ogift Rosenberg) var konsthistoriker och anställd på Kungl. Husgerådskammaren, är intendent på Uppsala Auktionskammare i Stockholm. Hon föreläser regelbunder för bildningsförbund, företag, institutioner, museer, föreningar och även på konferenser i USA och Iran. Hon är medarbetare i Antik & Auktion, DOZAR samt i utländska facktidskrifter. Granlund är styrelsemedlem i Handarbetets Vänner och i International Conference of Oriental Carpets. Hon är av Stockholms och Sydsvenska handelskammaren förordnad besiktningsman.
Expert i Antikrundan sedan 1989.
Granlund är syster till museichefen Elsebeth Welander-Berggren.